# 惠山街道
惠山街道，是中华人民共和国江苏省无锡市梁溪区下辖的一个乡镇级行政单位。2021年10月20日，撤销惠山街道、迎龙桥街道，设立新的惠山街道。管理惠泉山、盛岸一村、盛岸二村、蓉湖、新惠路、惠畅里、五里新村、棉花巷、兴隆桥、金马、锡惠里、水车湾、锡山新村、湖滨、五爱家园、纳新桥、西水东城、曹张新村第一、曹张新村第二、曹张新村第三、迎滨21个社区居委会。

## 行政区划
惠山街道下辖以下地区：
棉花巷社区、兴隆桥社区、五里新村社区、盛岸一村社区、盛岸二村社区、惠畅里社区、新惠路社区、蓉湖新村社区、惠泉山社区和金马社区。